# スポイラース (1942年の映画)
『スポイラース』（原題・英語: The Spoilers）は、1942年のアメリカ合衆国の西部劇映画。
レックス・ビーチの同名小説の映画化であり、レイ・エンライトが監督、マレーネ・ディートリヒとランドルフ・スコット、ジョン・ウェインが主演した。
小説『スポイラース』は本作を含めて5回映画化されている（本作は4回目）。

## キャスト
| 役名                       | 俳優                     | 日本語吹替                                                                     |
| 役名                       | 俳優                     | NET版                                                                          |
| -------------------------- | ------------------------ | ------------------------------------------------------------------------------ |
| チェリー・マロット         | マレーネ・ディートリヒ   | 寺島信子                                                                       |
| アレクサンダー・マクナマラ | ランドルフ・スコット     | 中村正                                                                         |
| ロイ・グレニスター         | ジョン・ウェイン         | 小林昭二                                                                       |
| ヘレン・チェスター         | マーガレット・リンゼイ   | 北浜晴子                                                                       |
| アル                       | ハリー・ケリー           | 北山年夫                                                                       |
| キッド・ファロー           | リチャード・バーセルメス | 仁内達之                                                                       |
| スティルマン               | サミュエル・S・ハインズ  | 緒方敏也                                                                       |
| ウィートン                 | ウィリアム・ファーナム   | 塩見竜介                                                                       |
| アイダベル                 | マリエッタ・キャンティー | 麻生美代子                                                                     |
| 不明 その他                | N/A                      | 杉田俊也 北村弘一 槐柳二 石井敏郎 上田敏也 田中康郎 宮内幸平 戸川暁子 仲木隆司 |
| 日本語スタッフ             |                          |                                                                                |
| 演出                       | 演出                     | 山田悦司                                                                       |
| 翻訳                       | 翻訳                     | 鈴木導                                                                         |
| 効果                       | 効果                     | PAG                                                                            |
| 調整                       | 調整                     | 坂巻四郎                                                                       |
| 制作                       | 制作                     | グロービジョン                                                                 |
| 解説                       | 解説                     | 増田貴光                                                                       |
| 初回放送                   | 初回放送                 | 1970年10月24日 『土曜映画劇場』                                                |

## アカデミー賞ノミネーション
- 美術賞（白黒）：ジョン・B・グッドマン（英語版）、ジャック・オターソン、ラッセル・A・ガウスマン（英語版）、エドワード・R・ロビンソン（英語版）